# Sarah Biffen

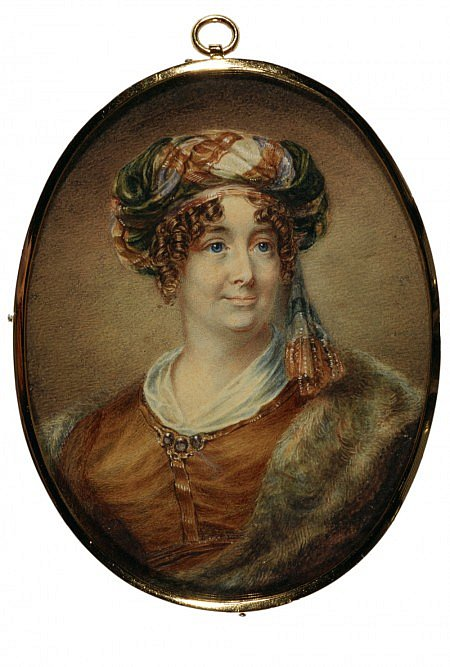
Selbstporträt von Sarah Biffen

Sarah Biffen, auch Sarah Biffin oder Sarah Beffin, verheiratete Sarah Wright (geboren am 25. Oktober 1784 in East Quantoxhead in Somerset; gestorben am 2. Oktober 1850 in Liverpool) war eine englische Malerin, die Miniaturen anfertigte.

## Leben und Werk
Sarah Biffen wurde ohne Arme und Beine als Kind einfacher Arbeiter geboren. Sie war eines von fünf Kindern und das erste Mädchen. Trotz ihrer Behinderung lernte sie das Schreiben, Nähen und Scheren zu benutzen. Sie brachte sich auch selbst das Mundmalen bei, mit einem Pinsel zwischen den Zähnen. Später wird berichtet, dass sie mit einem an ihrem Armstumpf befestigten Pinsel malte. Im Alter von dreizehn Jahren überzeugte ein wandernder Schausteller ihre Eltern, Sarah Biffin mit ihm reisen zu lassen. Er stellte sie als Kuriosität aus, pries sie als „Wunder ohne Gliedmaßen“ oder „das achte Wunder“ an und ließ sie öffentlich Miniaturen malen. Unter anderem trat sie regelmäßig auf dem Bartholomew Fair auf, einem großen Jahrmarkt auf dem Londoner Smithfield Market. Dafür erhielt sie ein Gehalt von fünf Pfund pro Jahr. Nach sechzehn Jahren in den Diensten des Schaustellers konnte sie den Vertrag mit ihm lösen und machte sich als Malerin selbstständig. Dabei wurde sie vom Earl of Morton unterstützt. Dieser hatte sie zufällig auf dem Bartholomew Fair gesehen und eine Miniatur von sich selbst bei ihr in Auftrag gegeben. Beeindruckt von ihrer Arbeit verhalf er ihr zu einer formalen Ausbildung an der Royal Academy unter William Marshall Craig.
Auf dem Höhepunkt ihrer Karriere hatte Sarah Biffen ein Studio in der Londoner Bond Street. Sie fertigte Miniaturen von Mitgliedern des britischen Königshauses an, z. B. von Queen Victoria und Prinz Albert, und reiste auch nach Brüssel, um dort Mitglieder des Hauses Oranien-Nassau zu malen.
1824 heiratete sie William Stephen Wright; die Ehe hatte jedoch keinen Bestand. Allerdings signierte Sarah Biffen auch noch nach ihrer Ehe Gemälde mit Sarah Wright.
Queen Victoria zahlte Sarah Biffen eine regelmäßige Rente.
Sarah Biffen starb mit 65 Jahren am 2. Oktober 1850. Sie wurde auf dem St. James Friedhof in Liverpool beigesetzt, wo sie zuletzt lebte.

## Rezeption und Ehrungen

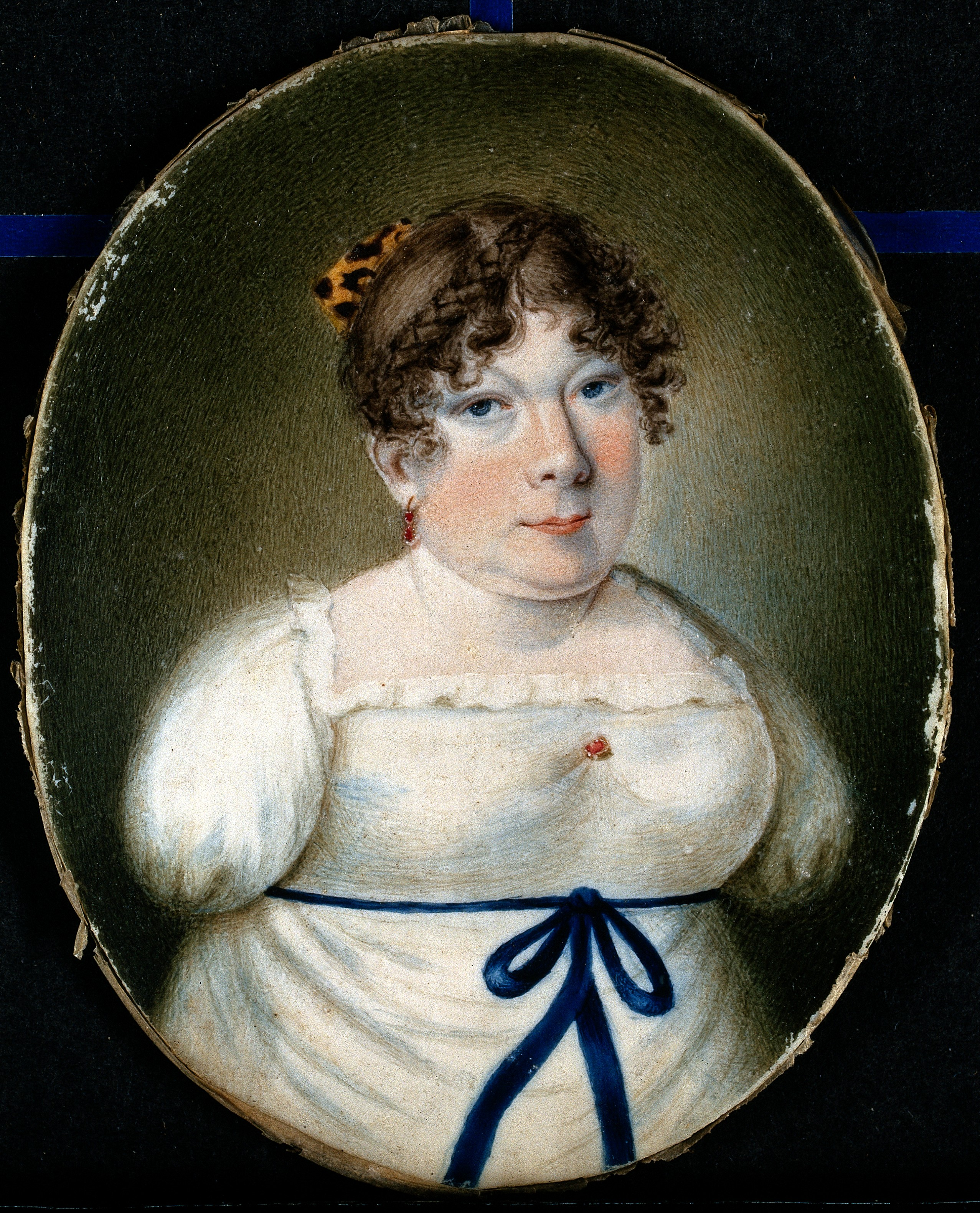
Selbstporträt von Sarah Biffen, auf dem ihre Behinderung sichtbar ist – dieses Bild wurde für das Cover von Physical Disability in British Romantic Literature verwendet

1821 wurde Sarah Biffen eine Silbermedaille der Royal Society of Arts verliehen. Eine der Miniaturen Sarah Biffens, die den Duke of Kent zeigt, befindet sich in der Royal Collection, der Kunstsammlung der britischen Königsfamilie.
1799 entstand ein Stich von Thomas Rowlandson, der Sarah Biffen auf einem Poster auf dem Bartholomew Fair zeigt.
Sarah Biffin erregte immer wieder das Aufsehen der zeitgenössischen Medien, die unter anderem über ihre Hochzeit berichteten. Sie taucht auch in Autobiografien gesellschaftlicher Größen ihrer Zeit auf, wie etwa dem 1892 veröffentlichten Band Gossip of the Century von Pitt Byrne, den 1912 veröffentlichten Recollections of a Sussex Parson von Edward Boys Ellman. Auch in Büchern und Schriften von heute noch bekannten Schriftstellern wie Hester Thrale und Charles Dickens wird Sarah Biffin erwähnt, teilweise wird sie sehr abwertend beschrieben, wie etwa in dem Gedicht The Mermaid of Margate von Thomas Hood. Bis in die heutige Zeit inspiriert sie Autoren. So schrieb der englische Dichter Matt Simpson 2001 ein Gedicht über sie.
2020 wurde eines ihrer Selbstporträts auf dem Cover des Sachbuches Physical Disability in British Romantic Literature von Essaka Joshua veröffentlicht, das in der Cambridge University Press erschien.